# واحد پردازش بینایی
واحد پردازش تصویر یک رده‌ی نوظهور ریزپردازنده‌ست. واحد پردازش تصویر یک نوع شتاب‌دهنده‌ی هوش مصنوعی بخصوص است که برای سرعت بخشیدن به وظایف بینایی ماشین طراحی شده.

## بررسی اجمالی
برای اجرای الگوریتم‌های بینایی ماشین مانند CNN (شبکه‌های عصبی پیچشی)، SIFT ( تبدیل ویژگی مقیاس نابسته) و موارد مشابه واحدهای پردازش بینایی از واحدهای پردازش ویدیو (که برای رمزگذاری و رمزگشایی ویدیو اختصاص یافته اند) بسیار مناسب‌ترند.
واحدهای پردازش بینایی ممکن است از ربطال‌ها برای گرفتن داده از دوربین‌ها‌(با دور زدن بافرهای خاموش تراشه) استفاده کنند، و تاکید بیشتری بر جریان داده‌ی‌ روی تراشه‌ای بین تعداد زیادی از واحدهای اجرایی موازی با حافظه دفتر یادداشت دارند، مانند یک DSP چند هسته‌ای. اما، مانند واحدهای پردازش ویدئو، ممکن است بر روی محاسبات دقت پایین نقطه ثابت برای پردازش تصویر تمرکز داشته باشند.

## در مقایسه با پردازنده‌های گرافیکی
واحدهای پردازش بینایی از GPU‌ها متمایز هستند. GPU‌ها حاوی سخت افزار تخصیص یافته برای شطرنجی سازی و نگاشت بافت (برای گرافیک های سه بعدی) هستند و معماری حافظه آنها برای دستکاری تصاویر بیت مپ در حافظه خارج از تراشه (خواندن بافت ها، و تغییر فریم‌بافرها با الگوهای دسترسی تصادفی) بهینه شده است. واحد‌های پردازش تصویر برای اندازه‌ی میزان عملکرد به توان مصرفی بهینه شده‌اند، در حالی که GPU‌ها عمدتاً بر عملکرد مطلق تمرکز دارند.
بازار هدف این واحد پردازنده رباتیک، اینترنت اشیا، رده‌های جدید دوربین‌های دیجیتال برای واقعیت مجازی و واقعیت افزوده، دوربین‌های هوشمند، و ادغام شتاب بینایی ماشین در گوشی‌های هوشمند و سایر دستگاه‌های تلفن همراه هستند.

## مثال‌ها
- Movidius Myriad X ، که نسل سوم واحد پردازش بینایی در خط Myriad VPU از شرکت اینتل است.
- Movidius Myriad 2، که کاربرد خود را در Google Project Tango ، [۳] Google Clips و DJI Drones یافته‌ است.[۴]
- Pixel Visual Core (PVC)، که یک پردازشگر کاملاً قابل برنامه ریزی تصویر، ویژن و هوش مصنوعی برای دستگاه های تلفن همراه است.
- مایکروسافت هولولنز ، که شامل شتاب‌دهنده‌ای است که به واحد پردازش هولوگرافیک (مکمل CPU و GPU آن) منسوب است. هدف مایکروسافت هولولنز تفسیر داده‌های ورودی‌ دوربین برای تسریع ردیابی و بینایی در برنامه‌های واقعیت افزوده‌ست.[۵]
- Eyeriss، طرحی از MIT که برای اجرای شبکه های عصبی پیچشی در نظر گرفته شده است.[۶]
- NeuFlow ، طرحی توسط Yann LeCun (پیاده‌سازی شده در FPGA ) برای شتاب‌دهی به پیچیدگی‌ها، با بهره‌گیری از یک معماری جریان .داده
- Mobileye EyeQ، توسط Mobileye
- شتاب دهنده دید قابل برنامه‌ریزی (PVA)، یک پردازنده 7 طرفه VLIW Vision که توسط Nvidia طراحی شده است.

## پردازنده های مشابه
از برخی از پردازنده ها به عنوان واحد پردازش تصویر یاد نمی‌شود، اما به همان اندازه برای وظایف بینایی ماشین مناسب هستند. این‌ها می‌توانند دسته گسترده‌تری از شتاب دهنده های هوش مصنوعی را تشکیل دهند (که واحد پردازش تصویر نیز ممکن است به آن تعلق داشته باشد)، اما از سال 2016 هیچ اتفاق نظری در مورد نام وجود ندارد:
- IBM TrueNorth، یک پردازنده نورومورفیک با هدف بازشناخت الگوهای داده‌های مشابه حسگر و وظایف هوشمندانه، از جمله ویدئو/صوت.
- واحد پردازش عصبی Qualcomm Zeroth، یک قلم دیگر از رده نوظهور تراشه‌های متمایل به حسگر/هوش مصنوعی.[۷]

## همچنین ببینید
- Adapteva Epiphany، یک پردازنده بیش هسته‌ای با تاکید مشابه بر جریان داده روی تراشه، متمرکز بر عملکرد ممیز شناور 32 بیتی.
- CELL، یک پردازنده چند هسته‌ای با ویژگی‌های نسبتا سازگار با واحدهای پردازش بینایی (دستورالعمل‌های SIMD و انواع داده‌های مناسب برای ویدیو، و DMA روی تراشه بین حافظه‌ دفتر یادداشت).
- کمک پردازنده
- واحد پردازش گرافیکی که مانند واحد پردازش تصویر عموما برای اجرای الگوریتم های بینایی استفاده می شود. معماری پاسکال ان‌ویدیا شامل پشتیبانی از FP16 است تا برای حجم کاری هوش مصنوعی توازن دقت/هزینه بهتری را فراهم کند.
- MPSoC
- OpenCL
- OpenVX
- واحد پردازش فیزیک، تلاش‌های پیشین برای تکمیل CPU و GPU با یک شتاب‌دهنده توان عملیاتی بالا.
- واحد پردازش تنسور، تراشه‌ای که توسط گوگل برای تسریع محاسبات هوش مصنوعی استفاده می‌شود.

## لینک های خارجی
- معماری ایریس
- واحد پردازش هولوگرافی
- NeuFlow: یک پردازشگر جریان داده قابل تنظیم مجدد در زمان اجرا برای Vision بایگانی‌شده  در ۲۰۱۷-۰۵-۰۵ توسط Wayback Machine